# Oskar Eriksson (curlingspelare)
Oskar Eriksson, född den 29 maj 1991 i Karlstad, Sverige, är en svensk curlingspelare som huvudsakligen spelar trea för Lag Edin. Sedan OS-guldet 2022 är han världens mest dekorerade curlingspelare med 4 OS-, 13 VM-, 10 EM- och 2 JVM-medaljer. 
Han tog OS-brons i herrarnas curlingturnering som reserv i Lag Edin i samband med de olympiska curlingtävlingarna 2014 i Sotji. Hösten 2014 blev han ordinarie spelare i Lag Edin som trea. Han tog OS-silver vid i Pyeongchang 2018.
Vid olympiska vinterspelen 2022 i Peking tog han i par med Almida de Val brons i mixed-dubbel, och guld i herrarnas lagtävling. Därmed blev han den första curlingspelaren i historien att ta fyra OS-medaljer.